# Homalopoma berryi
Homalopoma berryi is een slakkensoort uit de familie van de Colloniidae. De wetenschappelijke naam van de soort is voor het eerst geldig gepubliceerd in 1964 door J. H. McLean.